# Bandoneon
Bandoneon (ali bandonion, špansko bandoneón) je vrsta koncertine, ki je še posebej priljubljena v Argentini in Urugvaju. Je tipičen instrument v večini tango zasedb. Tako kot pri drugih članih družine koncertin, tudi bandoneon držimo med obema rokama in z vlečenjem in potiskanjem silimo zrak skozi meh in nato usmerjamo zrak skozi določene trstike, kot s pritiskom na gumbe instrumenta. Bandoneoni imajo drugačen zvok kot harmonike, ker bandoneoni običajno nimajo registrskih stikal, ki so običajna za harmonike. Kljub temu lahko ton bandoneona zelo spremenimo z različnimi pritiskanjem meha in prepihanjem, kar ustvarja potencial za izrazno igranje in raznolik zven.

## Zgodovina
Gradnjo bandoneona prvič dokumentira proizvajalec glasbil Carl Friedrich Uhlig (rojen 23. aprila 1789 v Chemnitzu; † 9. julija 1874 v Chemnitzu). Ta je okoli 1834 začel proizvajati 20-tonske, kasneje 40-tonske in še večje koncertne koncertine.
Bandonion, ki ga je tako poimenoval nemški trgovec z instrumenti Heinrich Band (1821–1860), je bil prvotno namenjen instrumentu za versko in popularno glasbo tistega časa, v nasprotju s predhodnico, nemško koncertino (Konzertina), ki je bila v glavnem uporabljena v ljudski glasbi. Okoli leta 1870 so nemški in italijanski izseljenci in mornarji inštrument pripeljali v Argentino, kjer so ga sprejeli v nastajajoči žanr tango glasbe, potomca prejšnje milonge.
Bandoneon je hitro postal znan in cenjen po vsej Nemčiji onkraj meja Krefelda. Band je izboljšal obseg s 106 na 112, nato na 128 in na koncu na 130 tonov. Leta 1924 je nemško združenje Concertina in Bandoneon ustanovilo tako imenovani standardni bandoneon s 72 tipkami in 144 toni. 20 od teh tipk ni mogoče spremeniti.
Bandoneon je verjetno prvič prišel v Argentino in Urugvaj preko ZDA. Nemški priseljenec Wilhelm Seyffardt je prosil brata v Krefeldu, da mu je leta 1855 poslal v Ameriko 'harmoniko', ki je bila vsekakor 'bandonion'. Pomorščaki in zlasti okoli leta 1900 so številni evropski priseljenci dali instrumentu nov dom v pristaniških barih in bordelih v Buenos Airesu in Montevideu. Južnoameričani so imeli raje določeno vrsto glasbila: 142-tonski (Rheinische Lage), oster do nežen ton, hkrati melanholičen in skrivnosten. Strukturne 'napake', kot so klopotanje tipk in zračni zvoki, so bile pozitivno vidne in organsko vključene v igranje inštrumenta.
Do leta 1910 so v Nemčiji izdelovali bandoneone izrecno za argentinski in urugvajski trg, samo v letu 1930 so v Argentino poslali 25.000 pošiljk. Vendar pa je upadanje priljubljenosti in prekinitev nemške proizvodnje med drugo svetovno vojno privedlo do prenehanja množične proizvodnje bandoneonov.
Izvirne inštrumente se lahko vidi v številnih nemških muzejih, kot sta Bandoneonov muzej družine Preuss v Lichtenbergu in zbirka družine Steinhart v Kirchzartenu v Freiburgu.
V preteklosti so bandoneone proizvajali predvsem v Nemčiji in nikoli v sami Argentini, kljub njihovi priljubljenosti v tej državi. Kot rezultat, so starodobni bandoneoni do leta 2000 postali redki in dragi (stali so približno 4000 USD), kar je omejilo možnosti za bodoče bandeoniste. Leta 2014 je Nacionalna univerza v Lanúsu objavila načrt za razvoj cenovno dostopnega argentinskega bandoneona, za katerega je upala, da ga bo prodala za tretjino do polovico stroškov starih instrumentov.

## Tehnika
V nasprotju s harmoniko ima ohišje bandoneona običajno kvadratni prerez. Meh iz kartona v lesenem okvirju (jelša ali javorjev les) in kozje kože je nameščen med dvema končnima kosoma. Z vlečenjem in stiskanjem meha v notranjosti nastane negativni ali pozitivni tlak. Ventile se odpre za posamezne tone s pritiskom na gumbe na obeh sprednjih straneh (tako visoki kot nizki toni). Nato zrak, ki teče skozi, vibrira kovinske jezičke različnih tonov, razporejenih na tako imenovanih zvočnih stebričkih.
Podvojitev oktave, tj. z drugimi besedami, dve trstiki običajno vibrirata na ton (dvosmer), kar ustvarja zvočne, nežne, a tudi ostre briljantne tone. Druge posebnosti, kot so rožljanje gumbov in zračni zvoki med igranjem, določajo nedvoumni ton v primerjavi z drugimi harmonikami. V nasprotju s harmoniko, bandoneon nima mehansko prednastavljenih akordov, temveč samo posamezne note, kot je klavir.
Tako kot pri drugih članih družine koncertin, se tudi bandoneon drži med obema rokama, pri čemer vlečenje in potiskanje potiska zrak skozi meh in nato skozi določene trstike, kot jih izberemo s pritiskom na gumbe na instrumentu. Gumb deluje vzporedno z gibanjem meha in ni pravokotno nanj kot pri harmoniki.
Za razliko od tega, kar se dogaja s klavirsko harmoniko, vendar na podoben način kot melodeon ali Anglo koncertina, dani gumb bandoneona ustvari različne note na potisk in vlečenje (bisonoric). To pomeni, da ima vsaka tipkovnica dejansko dve postavitvi: eno pri odpiranju meha in eno pri zapiranju meha. Ker sta postavitvi na desni in levi strani različni, se mora glasbenik za igranje inštrumenta naučiti štirih različnih postavitev tipkovnice.
Te postavitve tipkovnic niso strukturirane tako, da bi olajšale predvajanje lestvic posameznih not: prvotno so bile postavljene za olajšanje igranja akordov, za podporo pevcem verske glasbe v majhnih cerkvah brez orgel ali harmonija ali za duhovnike, ki so potrebovali prenosni instrument (misijonarji, potujoči evangelisti, vojaški in mornariški kaplani itd.).
Bandoneona ne nosimo okoli vratu, ampak ga držimo na kolenih. Zaradi široke palete zvočnih možnosti se uporablja kot izrazno solistično glasbilo in tudi kot ansambelsko glasbilo v različnih glasbenih slogih.

### Unisonorični
Medtem ko je standardni bandoneon bizonorski (drugačni toni pri potisku ali vlečenju meha), so nekatere različice bandoneona monosonorske ali enozvočne. Sem spadata sistem Ernst Kusserow in Charles Peguri, ki sta bila uvedena okoli leta 1925. 

## Igralci
Argentinski vodja ansambla, skladatelj, aranžer in izvajalec tanga Aníbal Troilo je bil vodilni zagovornik bandoneona v 20. stoletju. Bandoneonist in skladatelj Astor Piazzolla je igral in aranžiral v Troilovem orkestru od leta 1939 do 1944. Piazzolova Fugata iz leta 1969 prikazuje instrument, ki predvaja začetno fugo, nato pa po uvodu preide naravnost na tango. Piazzolla je s svojimi solističnimi nastopi in spremljavo na bandoneonu združil glasbeno kompozicijo, ki je izhajala iz klasične glasbe (ki jo je intenzivno študiral v svojih izobraževalnih letih) in tradicionalni instrumentalni tango, da je oblikoval nuevo tango, svojo novo interpretacijo žanra.

## Zgradba
Zunanjost:
- Alfred Arnold bandoneon. desno
- Center
- Levo. Vsak gumb ima svojo številko ali simbol

Pogled v notranjost: